# 吉部の大岩郷

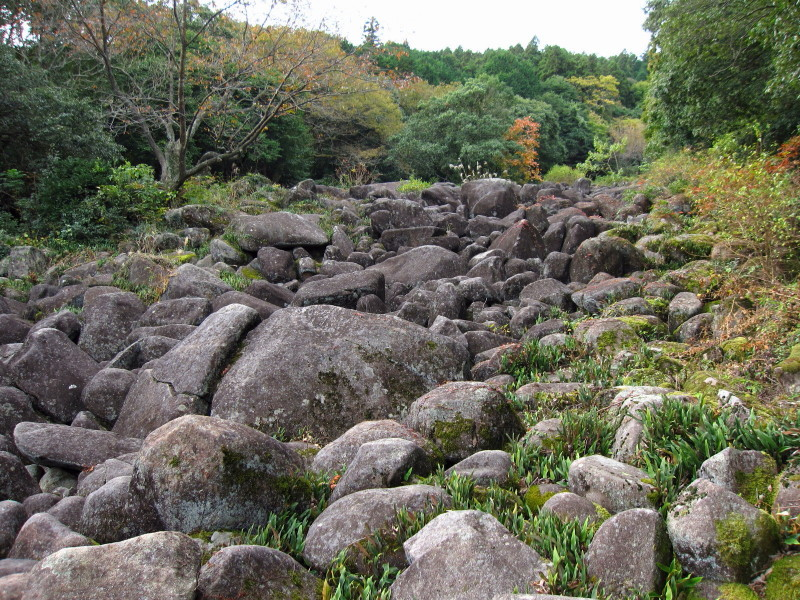
吉部の大岩郷

吉部の大岩郷（きべのおおいわごう）は、山口県宇部市西吉部にある自然景勝地である。1935年（昭和10年）12月24日に国の天然記念物に指定されている。
面積約3ヘクタール。多数の巨岩が堆積しており、さながら「石海」と呼べるような奇妙な光景がひろがっている。岩石は石英閃緑岩である。
近隣の美祢市伊佐町奥万倉にも万倉の大岩郷と呼ばれる奇勝があり、同様に国の天然記念物に指定されている。